# ZombieLars
ZombieLars is een Noorse televisieserie voor acht- tot twaalfjarige kinderen. De serie was van 2017 tot 2019 te zien op de NRK. Er zijn drie seizoenen uitgebracht.
In Nederland is de serie uitgezonden door Zapp en op Prime Video.

## Verhaal
Lars is een halve zombie, een zogenaamde levende-onlevende. Hij komt in een dorp terecht waar iedereen die anders is raar wordt aangekeken, maar Lars komt er al snel achter dat hij niet de enige is die anders is dan anderen. Hij raakt bevriend met kinderen die deels ninja, heks of trol zijn. Samen onderzoeken en ontdekken ze wie ze zijn.

## Rolverdeling
- Lars - Leonard Valestrand Eike
- Anna - Hannah Raanes-Holm
- Robert - Dat Gia Hoang
- Tess - Helena F. Ødven
- Torill - Laila Goody
- Erle - Ine Marie Wilmann
- Caroline - Clara Penzo-Fasting
- Herman - Eric Backstrøm
- Gro - Heidi Goldmann
- Camilla - Iselin Shumba Skjævesland
- Lene - Tone Beate Mostraum
- Bengt - Jan Gunnar Røise